# Kulstötning för herrar i friidrott vid olympiska sommarspelen 2016
Herrarnas kulstötning vid olympiska sommarspelen 2016, i Rio de Janeiro i Brasilien avgjordes den 18 augusti på Estádio Olímpico João Havelange.

## Medaljörer
| Spel        | Guld             | Silver         | Brons                   |
| Kulstötning | Ryan Crouser USA | Joe Kovacs USA | Tomas Walsh Nya Zeeland |

## Resultat

### Kval
| Placering | Grupp | Namn               | Nationalitet            | #1    | #2    | #3    | Resultat | Noteringar |
| --------- | ----- | ------------------ | ----------------------- | ----- | ----- | ----- | -------- | ---------- |
| 1         | B     | Ryan Crouser       | USA                     | 21,59 |       |       | 21,59    | Q          |
| 2         | B     | Tomas Walsh        | Nya Zeeland             | 21,03 |       |       | 21,03    | Q          |
| 3         | B     | Darlan Romani      | Brasilien               | 20,94 |       |       | 20,94    | Q, NR      |
| 4         | A     | Jacko Gill         | Nya Zeeland             | 20,19 | 19,80 | 20,80 | 20,80    | Q          |
| 5         | A     | Joe Kovacs         | USA                     | 19,59 | 20,73 |       | 20,73    | Q          |
| 6         | B     | Konrad Bukowiecki  | Polen                   | x     | 20,71 |       | 20,71    | Q          |
| 7         | A     | Tomasz Majewski    | Polen                   | 19,87 | 20,56 | 20,15 | 20,56    | q          |
| 8         | A     | Stipe Žunić        | Kroatien                | 20,52 | 20,47 | 20,32 | 20,52    | q          |
| 9         | B     | Damien Birkinhead  | Australien              | 20,32 | 20,41 | 20,50 | 20,50    | q          |
| 10        | B     | David Storl        | Tyskland                | 20,47 | x     | 20,30 | 20,47    | q          |
| 11        | A     | Franck Elemba      | Kongo-Brazzaville       | 19,94 | 19,94 | 20,45 | 20,45    | q          |
| 12        | B     | O'Dayne Richards   | Jamaica                 | 19,38 | 20,40 | x     | 20,40    | q          |
| 13        | A     | Andrei Gag         | Rumänien                | x     | x     | 20,40 | 20,40    |            |
| 14        | A     | Borja Vivas        | Spanien                 | 19,62 | 20,25 | 20,21 | 20,25    |            |
| 15        | B     | Asmir Kolašinac    | Serbien                 | 19,86 | x     | 20,16 | 20,16    |            |
| 16        | A     | Tim Nedow          | Kanada                  | x     | 20,00 | 19,72 | 20,00    |            |
| 17        | B     | Carlos Tobalina    | Spanien                 | 19,98 | 19,81 | x     | 19,98    |            |
| 18        | B     | Michał Haratyk     | Polen                   | 19,36 | x     | 19,97 | 19,97    |            |
| 19        | A     | Germán Lauro       | Argentina               | 19,89 | 19,56 | 19,61 | 19,89    |            |
| 20        | A     | Tomáš Staněk       | Tjeckien                | 19,76 | x     | 19,64 | 19,76    |            |
| 21        | B     | Filip Mihaljević   | Kroatien                | 19,18 | 19,69 | 19,52 | 19,69    |            |
| 22        | A     | Tobias Dahm        | Tyskland                | 19,62 | 19,59 | 19,34 | 19,62    |            |
| 23        | A     | Darrell Hill       | USA                     | 18,99 | 19,56 | 19,50 | 19,56    |            |
| 24        | B     | Mesud Pezer        | Bosnien och Hercegovina | 19,06 | 19,29 | 19,55 | 19,55    |            |
| 25        | B     | Georgi Ivanov      | Bulgarien               | 19,08 | 19,49 | x     | 19,49    |            |
| 26        | A     | Hamza Alić         | Bosnien och Hercegovina | 19,48 | x     | x     | 19,48    |            |
| 27        | A     | Nicholas Scarvelis | Grekland                | 19,07 | x     | 19,37 | 19,37    |            |
| 28        | A     | Stephen Mozia      | Nigeria                 | x     | x     | 18,98 | 18,98    |            |
| 29        | B     | Tsanko Arnaudov    | Portugal                | x     | 18,88 | x     | 18,88    |            |
| 30        | A     | Kemal Mešić        | Bosnien och Hercegovina | 18,84 | x     | 18,78 | 18,78    |            |
| 31        | B     | Benik Abrahamjan   | Georgien                | 18,08 | 18,72 | 18,35 | 18,72    |            |
| 32        | B     | Ivan Emilianov     | Moldavien               | x     | x     | 17,83 | 17,83    |            |
| 33        | A     | Ivan Ivanov        | Kazakstan               | x     | 17,38 | x     | 17,38    |            |
| 34        | B     | Eldred Henry       | Brittiska Jungfruöarna  | 17,07 | x     | 17,07 | 17,07    |            |

### Final
| Placering | Idrottare         | Nationalitet      | #1    | #2    | #3    | #4               | #5               | #6               | Resultat | Noteringar |
| --------- | ----------------- | ----------------- | ----- | ----- | ----- | ---------------- | ---------------- | ---------------- | -------- | ---------- |
| 1         | Ryan Crouser      | USA               | 21,15 | 22,22 | 22,26 | 21,93            | 22,52            | 21,74            | 22,52    | OR         |
| 2         | Joe Kovacs        | USA               | 21,78 | x     | 21,52 | x                | x                | 21,35            | 21,78    |            |
| 3         | Tomas Walsh       | Nya Zeeland       | 20,54 | 21,20 | x     | 20,75            | 21,36            | 21,25            | 21,36    |            |
| 4         | Franck Elemba     | Kongo-Brazzaville | 21,20 | 21,00 | 20,69 | 20,76            | 20,11            | x                | 21,20    | NR         |
| 5         | Darlan Romani     | Brasilien         | 21,02 | 20,60 | 20,26 | x                | 20,61            | x                | 21,02    | NR         |
| 6         | Tomasz Majewski   | Polen             | x     | x     | 20,72 | x                | x                | 20,52            | 20,72    |            |
| 7         | David Storl       | Tyskland          | x     | 20,48 | 20,64 | x                | 20,46            | 20,60            | 20,64    |            |
| 8         | O'Dayne Richards  | Jamaica           | x     | 20,64 | 20,34 | x                | x                | x                | 20,64    |            |
| 9         | Jacko Gill        | Nya Zeeland       | 20,15 | 20,50 | 20,26 | Gick inte vidare | Gick inte vidare | Gick inte vidare | 20,50    |            |
| 10        | Damien Birkinhead | Australien        | 20,45 | x     | 20,02 | Gick inte vidare | Gick inte vidare | Gick inte vidare | 20,45    |            |
| 11        | Stipe Žunić       | Kroatien          | 19,93 | 20,04 | 19,92 | Gick inte vidare | Gick inte vidare | Gick inte vidare | 20,04    |            |
| –         | Konrad Bukowiecki | Polen             | x     | x     | x     | Gick inte vidare | Gick inte vidare | Gick inte vidare | NM       |            |